# Cumana (Trinidad y Tobago)
Cumana es una localidad de Trinidad y Tobago, que forma parte de la región de Sangre Grande.

## Geografía
La localidad abarca parte de la isla Trinidad y limita al norte con Toco, al sur con Anglais Settlement, Tompire y Mahoe, al este con el océano Atlántico y al oeste con Mission.

## Demografía
Datos demográficos de la localidad de Cumana:
| Gráfica de evolución demográfica de Cumana entre 2000 y 2011 |
|                                                              |